# Тит Помпоній Басс
Тит Помпоній Басс (лат. Titus Pomponius Bassus; ? — після 106) — державний діяч часів Римської імперії, консул-суффект 94 року.

## Життєпис
Походив з роду нобілів Помпоніїв. Про батьків відсутні відомості. У 79-81 роках був легатом при проконсулі Марку Ульпію Траяні в провінції Азія. У 90-93 роках керував X легіоном Протоки У 94 році став консулом-суффектом разом з Луцієм Сілієм Деціаном.
У 94-100 роках як імператорський легат-пропретор керував провінцією Капподокія і Галатія. 101 року призначено на посаду відповідального за постачання зерна до Риму (curator rei alimenariae). У 105 або 106 році відійшов від державних справ. Подальша доля невідома.

## Родина
- Луцій Помпоній Басс, консул-суффект 118 року